# Vresros
Vresros (Rosa rugosa) är en art av rosor från Östasien, med stora mörkt rosenröda blommor. Den är vanlig i trädgårdar och parker.

## Historik
Vresrosen kom till Sverige cirka 1780 med Linnés lärjunge Carl Peter Thunberg [källa behövs] som varit i Japan där den växer vilt. 
I Danmark och runt Nordsjön har den odlats som sandbindare i dynområden, och har med havsströmmarna spritts längs de svenska kusterna. Den påträffas bland annat på sandstränder från Bohuslän till Gästrikland, och även på moränstränder på västkustens kobbar och skär.

### Spridning och restriktioner
Arten är populär på grund av sin härdighet. Den är dock en invasiv främmande art i Sverige enligt Naturvårdsverket då den sprider sig snabbt och slår ut andra arter och hotar den biologiska mångfalden. Den är inte förbjuden enligt EU:s lista över invasiva arter. Däremot ingår vresros i Finland i den nationella förteckningen över invasiva främmande arter sedan den 1 juni 2019, vilket medför att vresros inte får importeras, odlas, transporteras, vidarebefordras, säljas, marknadsföras eller överlåtas. Befintliga bestånd ska ha destrueras senast 2022.
Motsvarande förbud diskuteras i bland annat Sverige. Det är endast den ursprungliga arten Rosa Rugosa som känns igen på sina enkla blommor, som är invasiv. Andra sorter och hybrider av vresros är mer eller mindre sterila och betraktas inte som invasiva. 

## Beskrivning

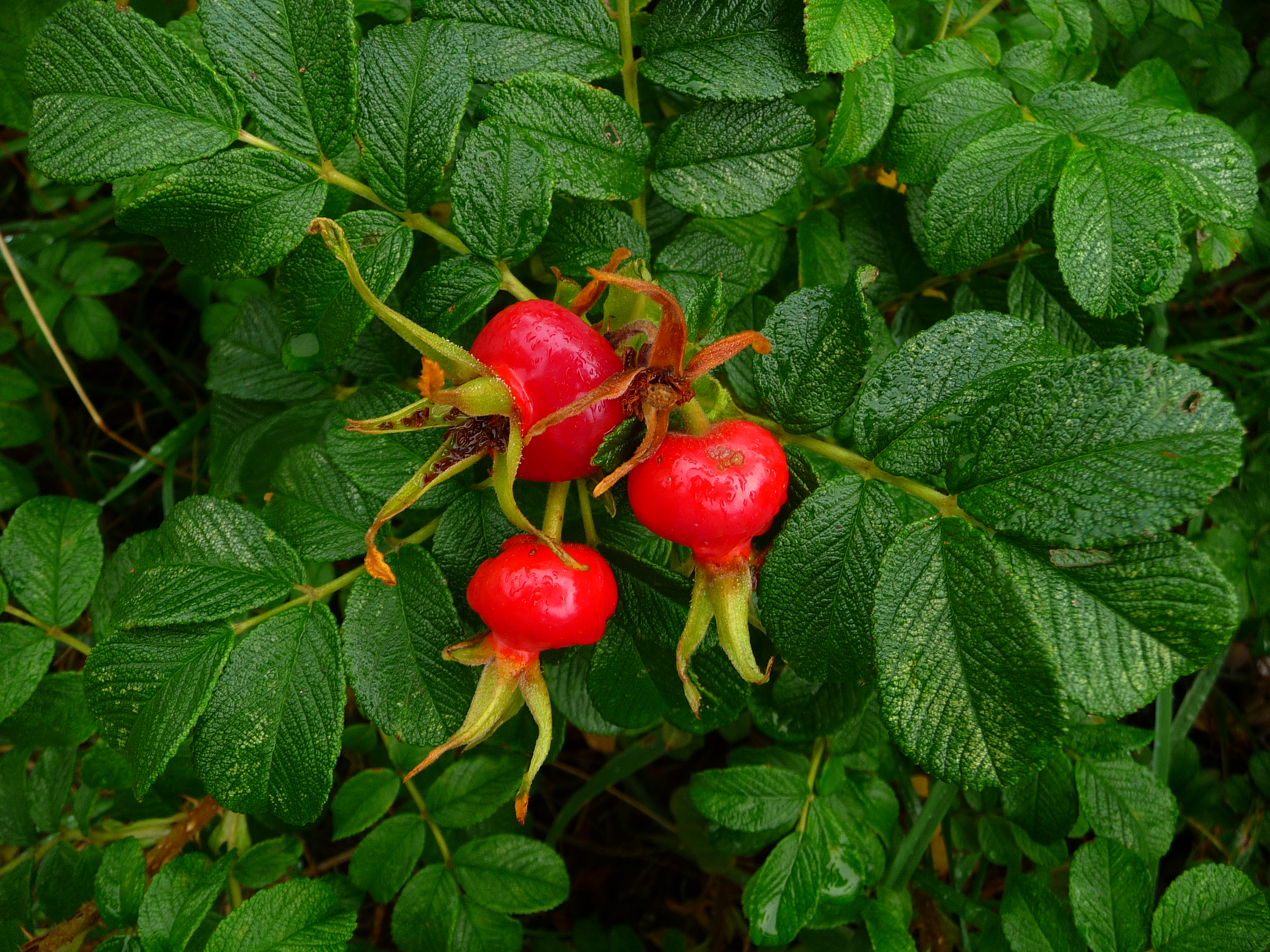
Vresrosen känns lätt igen på sina tillplattade frukter (bredare än långa) och de rynkiga bladen...

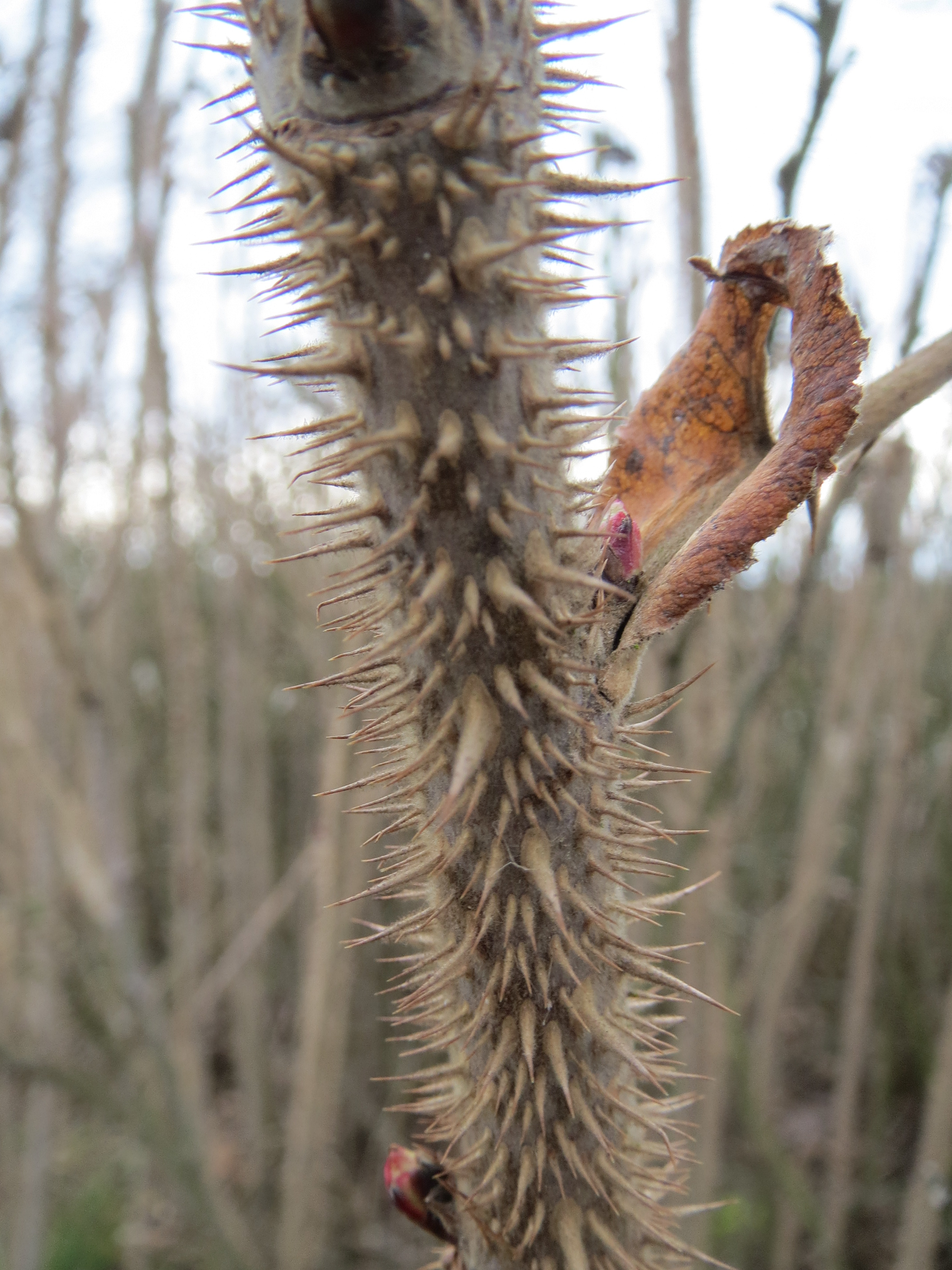
... samt på de tätt sittande, smala, nästan raka taggarna.

Vresrosen är en 1–2 m hög rosbuske med ett utbrett och starkt förgrenat växtsätt. Den sprider sig genom jordiska utlöpare och bildar kompakta mattor eller ogenomträngliga buskage i sandiga kustlandskap. Grenarna är täckta av vassa, borstliknande taggar, som unga och oförvedade är de filthåriga. Bladen är mörkgröna och blanka, med en rynkig ovansida, undersidan är gråaktig och filthårig. Varje blad har 7–9 småblad.
Blomningstiden är lång, blommorna är stora (6–8 cm i diameter), väldoftande, med mörkt ceriseröda kronblad. Frukterna, nyponen, är stora, C-vitaminrika, tillplattade runda och mjuka i fruktköttet. I Japan kallas de för sjö- eller strandaubergine.
Vresrosor räknas till de mest lättskötta rosorna och kan odlas i hela Sverige då de klarar köldknäppar på −45 °C. De kräver dock stort utrymme då de är bredväxande, och blir något högre än Gallicarosorna.
Ett användningsområde är till häckar.

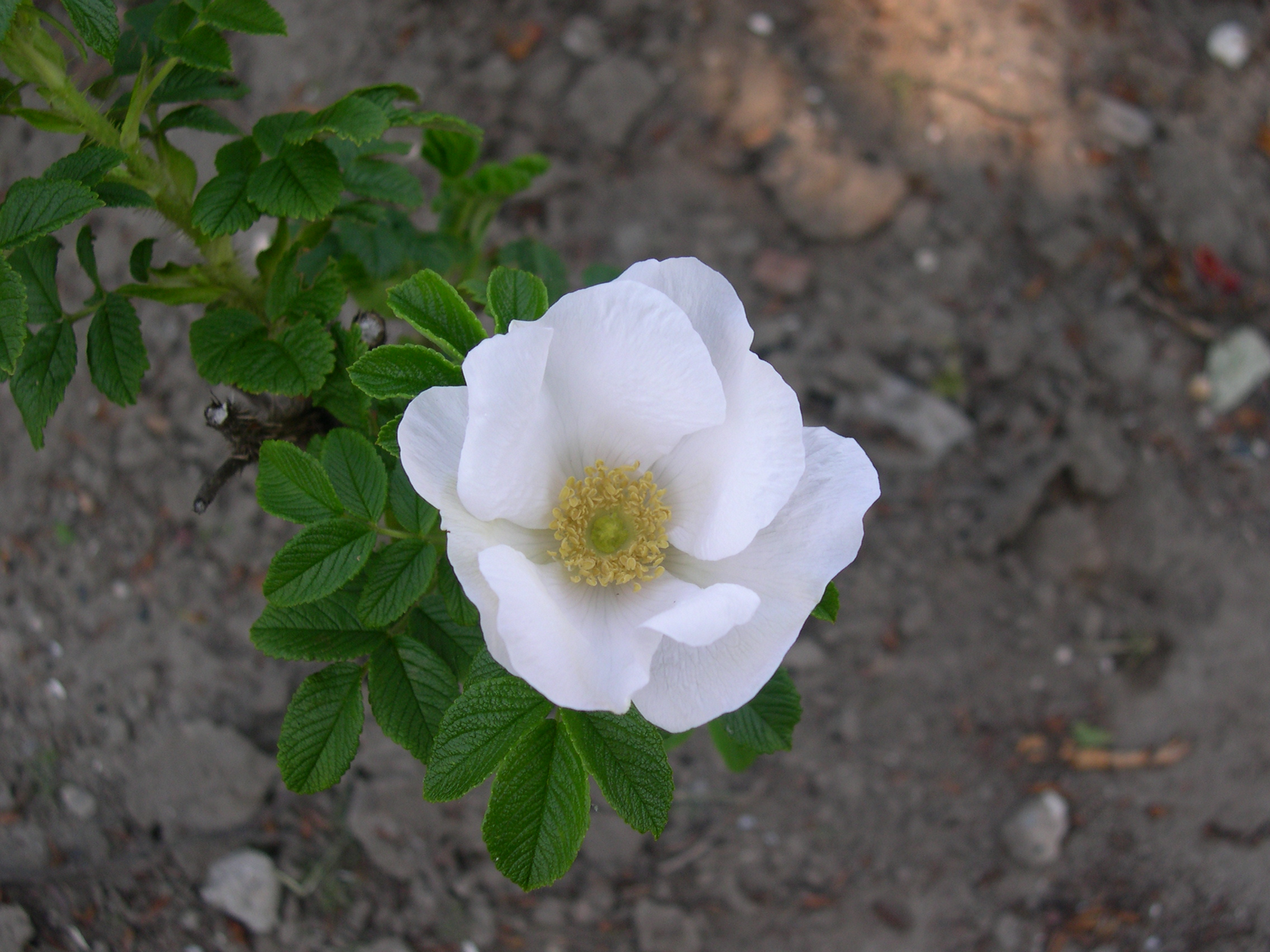
Den vita formen är vanlig även bland vilda bestånd.

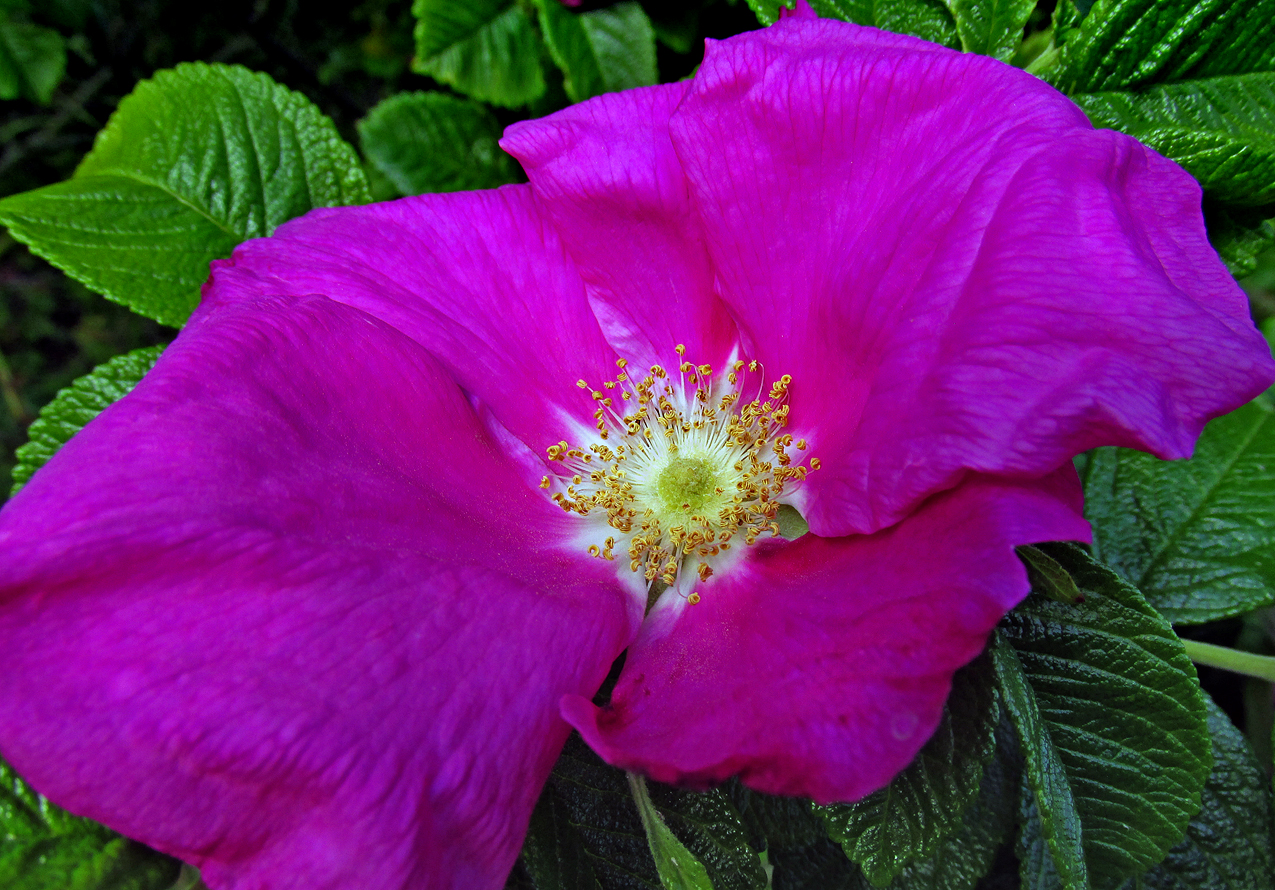
Rosa Vresros (Rosa rugosa).

## Varieteter och odlade sorter

### Varieteter
- var. rugosa - grenarna är tätt taggiga. Delbladen är taggiga på undersidan, de blir 1,5–4,5 cm långa och  1–2,5 cm breda, de är ludna på undersidan.
- var. chamissoniana - har grenar som är mindre taggiga och oftast inte alls nära basen. Delbladen är nästan tagglösa, de är mindre, 2–3,5 cm långa och 1–1,8 cm breda, de saknar nästan rynkor och har ljusa hår på undersidan.

### Odlade sorter
Fylldblommiga exemplar kallas ibland R. rugosa f. plena, men det är bättre att använda sig av sortnamnet 'Plena' när det rör sig om trädgårdsformer.

### Hybrider
Många vresrosor som säljs på den svenska marknaden är hybrider med andra rosor och förs till rugosarosorna (Rosa Rugosa-gruppen). De finns i de flesta färger, sorterna 'Agnes' och 'Dr Eckener' i gult sedan början av 1900-talet genom korsningar med persisk gulros (R. (Foetida-Gruppen) 'Persiana') och tehybridrosor (R. Tehybrid-Gruppen).
Vresros har korsats med andra rena arter och en del av dem har fått vetenskapliga namn:
- Dagros (R. × rubrosa Prest.) är hybriden mellan daggros (R. glauca) och vresros.
- Dockvresros (R. × rugotida Belder & Wijnands) är hybriden mellan dockros (R. nitida) och vresros.
- Jacksonros (R. × jacksonii Willmott) är hybriden mellan  R. luciae och vresros.
- Mattros (R. × paulii Rehder) är hybriden mellan fältros (R. arvensis) och vresros.
- Holländsk ros (R. × spaethiana Graebner) är hybriden mellan sumpros (R. palustris) och vresros.
- Storblommig igelkottsros (R. × micrugosa Henkel) är hybriden mellan igelkottsros (R. roxburghii) och vresros.
- Rosa × aciculosa Sennikov är hybriden mellan finnros (R. acicularis) och vresros.

- Rosa × archipelagica E.A.Tchubar är hybriden mellan (R. maximowicziana) och vresros.

- Rosa × iwara Siebold ex Regel är hybriden mellan japansk klätterros (R. multiflora) och vresros.

- Rosa × kamatchatica Vent. är hybriden mellan taigaros (R. davurica) och vresros.

- Rosa × majorugosa Palmén & Hämet-Ahti är hybriden mellan kanelros (R. majalis) och vresros.

- Rosa × mangii Eigner & Wissemann är hybriden mellan hartsros (R. villosa ssp. mollis) och vresros.

- Rosa × praegeri Wolley-Dod är hybriden mellan stenros (R. canina) och vresros (R. rugosa).

## Synonymer

### Svenska synonymer
- Vrestörne

### Vetenskapliga synonymer
var. rugosa
Rosa ferox Lawr., 1799
Rosa pubescens Baker
Rosa regeliana Linden & André, 1871
Rosa rugosa f. plena (Regel) Bijh.
Rosa rugosa var. alba Rehder
Rosa rugosa var. alboplena Rehder
Rosa rugosa var. plena Regel
Rosa rugosa var. rosea Rehder
Rosa rugosa var. rubroplena Rehder
var. chamissoniana C.A.Mey. 
Rosa coruscans Waitz ex Link
Rosa rugosa var. coruscans (Waitz) Koehne
Rosa rugosa var. subinermis C.A.Mey.